# 3LW
3LW (acronyme en anglais de 3 Little Women) est un girl group américain de hip-hop, de pop et de R&B.
Les membres fondateurs sont Adrienne Bailon, Kiely Williams et Naturi Naughton. Jessica Benson a remplacé Naturi en 2002 quand elle a quitté le groupe. 3LW ont signé d'abord au label Epic Records puis So So Def.

## 1999-2001: 3LW
C'est en 2000 que le groupe 3LW est formé. Le premier single No More (Baby I'M A Do Right), sort le 5 octobre 2000 et devient un succès. Leur premier album éponyme sort alors dans la foulée le 1er novembre 2000. Il est suivi par le second single Playas Gon' Play au début de 2001. L'opus 3LW est certifié platine par la RIAA en se vendant à 1,3 million d'exemplaires rien qu'aux États-Unis.
En été 2001, le groupe participe à la tournée MTV Total Request Live aux côtés de Destiny's Child, Dream, Nelly, Eve et Jessica Simpson.
La même année, 3LW enregistre une chanson aux côtés de nombreuses personnalités telles que : Michael Jackson, Usher, Beyoncé, Luther Vandross, Celine Dion et Mariah Carey en réponse aux attaques du 11 septembre 2001 appelée What More Can I Give. À la fin de cette année, elles collaborent au titre de Lil' Romeo et Nick Cannon : Parents Just Don't Understand, extrait de la bande originale du film d'animation Jimmy Neutron : Un garçon génial.
3LW passe la première partie de l'année 2002 à enregistrer un album prénommé Same Game, Different Rules. L'opus et le premier single Uh Oh sont alors présentés au label, qui décide de ne pas les sortir pour causes de passages radio trop faibles. Les titres de l'opus sont alors mis en ligne sur internet au format MP3. C'est alors qu'une campagne de soutien réalisé par les fans prénommée New Let Go Of 3LW après l'envoi en radio du single Never Let Go est diffusée en réponse à l'annulation de l'opus.

## 2002-2003: A Girl Can Mack et changement
Eté 2002, 3LW retourne alors en studio pour enregistrer de nouveaux titres dont le single I Do (Wanna Get Close To You) en featuring Loon, produit par P.Diddy.
Le même été, le groupe donne un concert spécial organisé par Nickelodeon appelé Live On Sunset, qui est ensuite édité en DVD. En aout, alors qu'elles finalisent le second opus, Naturi Naughton décide de quitter le groupe. Les membres restant décident alors de sortir leur second opus prénommé A Girl Can Mack, le 22 octobre 2002. Il atteint la 15e meilleure place au Billboard 200 en se vendant à 53 000 exemplaires dès la première semaine de sa sortie.
Kiely Williams et Adrienne Bailon continue alors en duo sous le nom de 2LW. Le départ de Naturi Naughton marque une légère baisse des ventes d'albums mais maintient la popularité du groupe. . Après un second single Neva Get Enuf, le groupe auditionne les castings pour trouver un nouveau membre. C'est alors Jessica Benson qui est choisie.
De ce fait, le groupe reprend son nom initial "3LW".
La première performance avec Jessica se déroule lors de l'émission matinale Live With Regis et Kelly, suivie par l'émission légendaire Soul Train.

## 2003-2006: Point Of No Return et dissolution du groupe
À la fin de 2003, 3LW part d'Epic Records et signe dans le label de Jermaine Dupri : So So Def.
Un troisième opus studio prénommé Phoenix Rising, puis renommé Point Of No Return est alors prévu. Un premier single Feelin' You est donc diffusé en radio le 12 juillet 2006. L'album programmé à sortir en 2006 est alors repoussé à 2007, pour causes de participations d'Adrienne Bailon et de Kiely Williams à la franchise Cheetah Girls de Walt Disney. En 2007, Adrienne Bailon confirmer la dissolution définitive en 2006.

## Dans la culture populaire
3LW apparaissent en tant que personnages bonus dans le jeu vidéo NBA Street.

## Membres
- Adrienne Bailon
- Kiely Williams
- Naturi Naughton (1999-2002)
- Jessica Benson (2003-2007)

## Discographie

### Albums Studio
- 2000 : 3LW
- 2002 : A Girl Can Mack
- 2006 : Point Of No Return (jamais commercialisé)

### Autres albums
- 2002 : Naughty or Nice (Album de Noel)
- 2002 : Neva Get Enuf (Greatest Hits)

### Bandes originales de films
- 2000 : 'Til I Say So (bande originale du film American Girls)
- 2001 : Parents Just Don't Understand (Lil' Romeo feat Nick Cannon & 3LW) (bande originale du film Jimmy Neutron : Un garçon génial)
- 2001 : Never Let'Em Go (bande originale du film Les Pieds sur terre)
- 2002 : Could've Be You (bande originale du film Barbershop)
- 2003 : More Than Friends (bande originale du film Deliver Us From Eva)
- 2003 : Hate 2 Luv U (bande originale du film L'amour n'a pas de prix)
- 2006 : Bout It (Yung Joc feat 3LW) (bande originale du film Sexy Dance)

### Autres participations
- 2000 : Feels Good (Don't Worry 'Bout A Thing) (sur l'album IIcons de Naughty By Nature)
- 2002 : Get Up & Get It (sur l'album Thug World Order de Bone Thugs-N-Harmony)
- 2005 : The One (sur l'album The One de Frankie J)

## Prix et nominations
| Year | Award                                                                                |
| ---- | ------------------------------------------------------------------------------------ |
| 2001 | Soul Train Music Award gagnant pour "Les meilleures artistes R&B ou Hip-Hop"         |
| 2001 | Soul Train Music Award gagnant pour "L'album de l'année"                             |
| 2001 | BET Award Nommé pour "Le meilleur groupe"                                            |
| 2002 | BET Award Nommé pour "Le meilleur groupe"                                            |
| 2003 | Source Award Nommé pour "Meilleures artistes R&B"                                    |
| 2003 | Soul Train Music Award Nommé pour "Le meilleur groupe, bande ou duo R&B/Soul Single" |

## Galerie

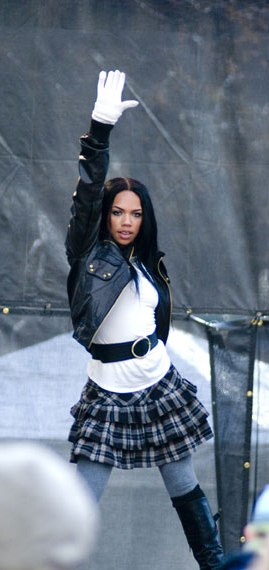
Kiely Williams
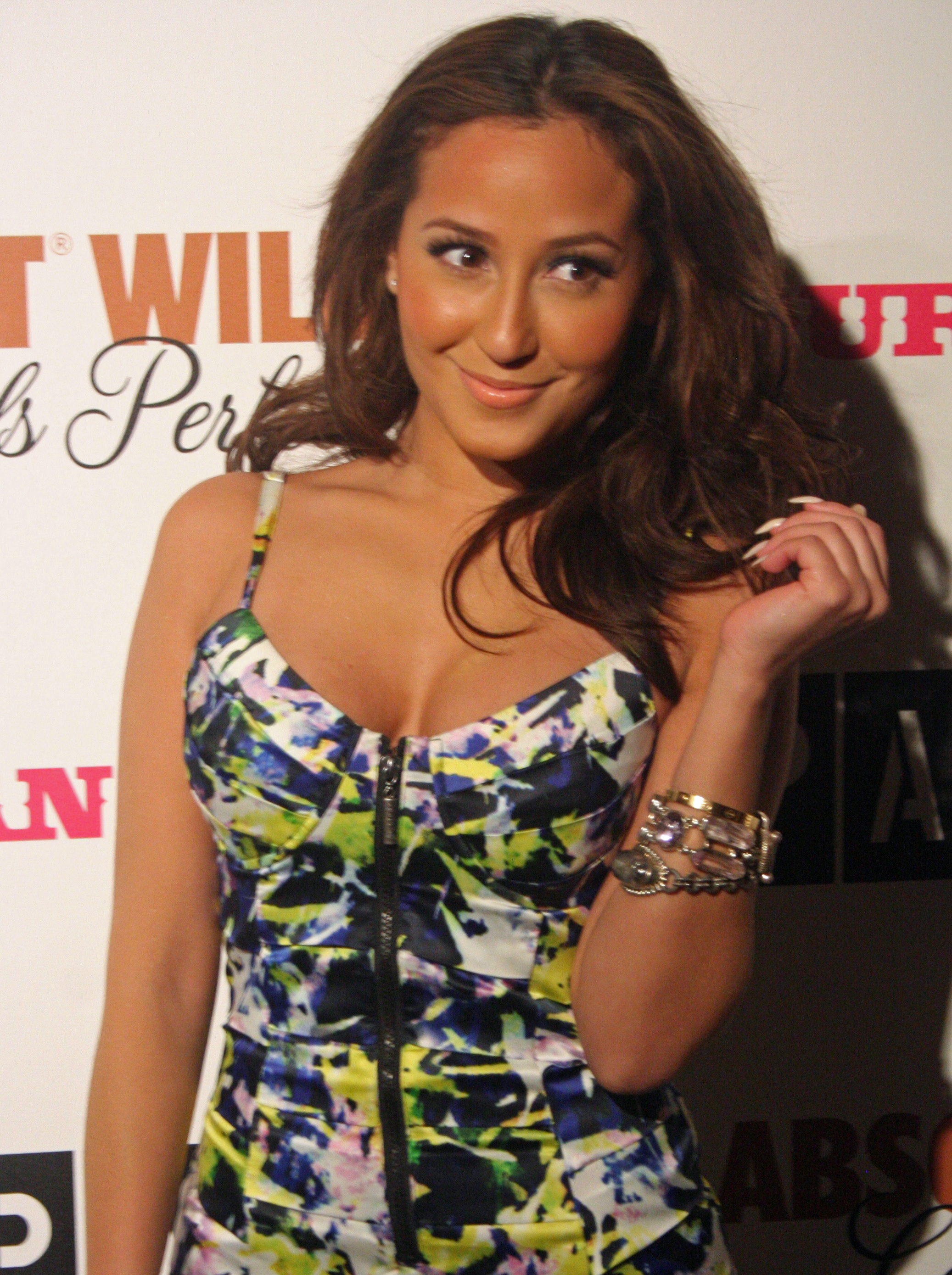
Adrienne Bailon
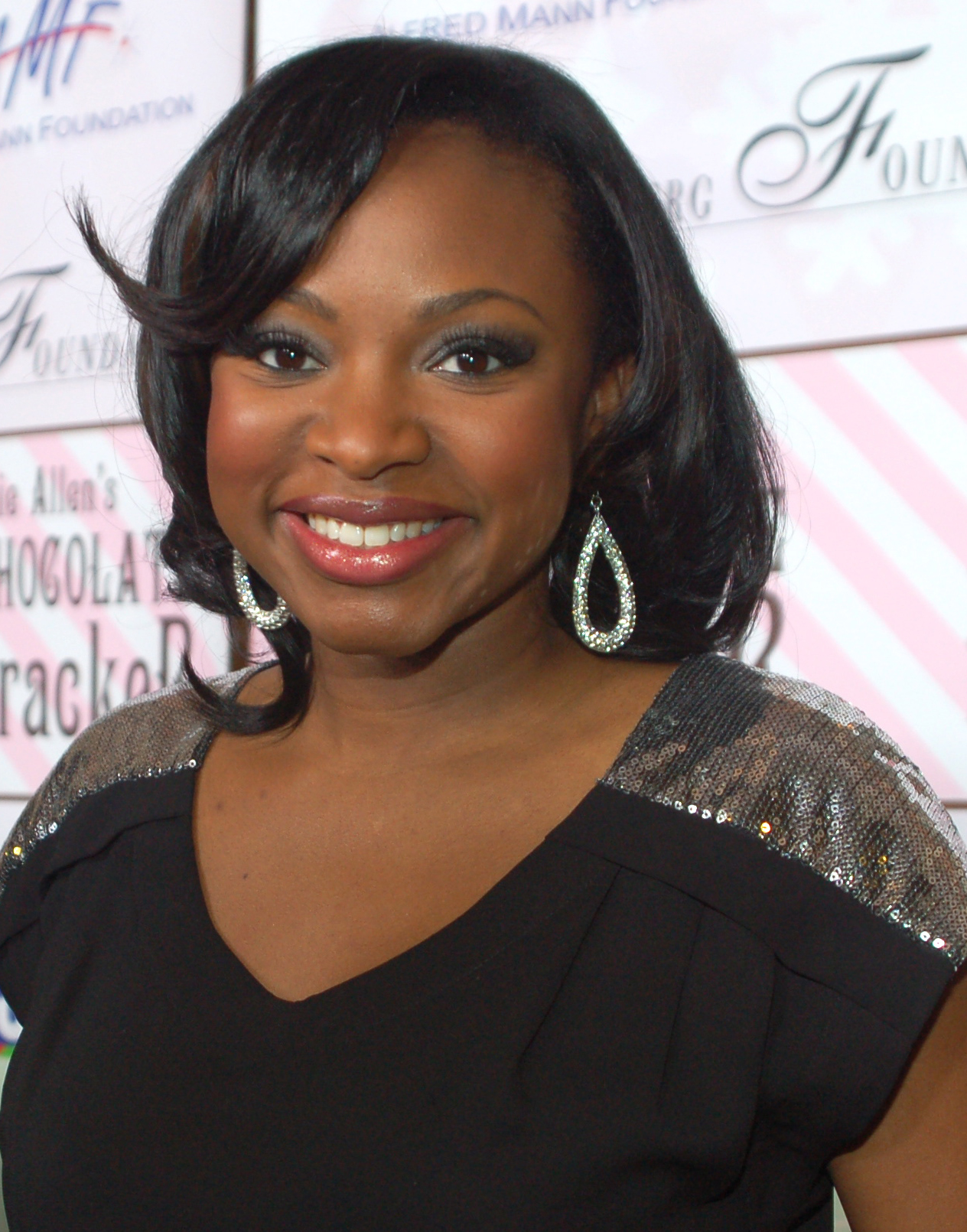
Naturi Naughton